# Scillato
Scillato (Sciḍḍatu in siciliano) è un comune italiano di 585 abitanti della città metropolitana di Palermo in Sicilia.
Fa parte del Parco delle Madonie.
A circa 60 km da Palermo si trova sui primi contrafforti occidentali delle Madonie, in una zona ricca di sorgenti, ai piedi del Monte dei Cervi, del Monte Fanusi e del Cozzo di Castellazzo.

## Storia
Le origini di Scillato sono legate all'abbondanza d'acqua, che venne sfruttata per la realizzazione di numerosi mulini, intorno ai quali si andò sviluppando il centro abitato. Un mulino viene già citato in un documento del 1156 e il nome della località (Xillatum) compare in documenti della fine del XII secolo.
Alcuni storici locali, tuttavia, hanno ipotizzato un'origine assai più antica, rifacendosi addirittura ad una colonia di greci ateniesi, giunti in Sicilia all'indomani della distruzione di Troia e insediatisi fra queste colline.
Scillato, sempre borgo di campagna, non ha vissuto grandi esperienze nel corso della sua storia, passando dall'una all'altra signoria e seguendo le vicende della Sicilia.
Frazione di Collesano fino al 1961, ha acquisito l'autonomia con Legge regionale n. 8, in vigore dall'11 aprile.

## Monumenti e luoghi d'interesse
La chiesa principale è il santuario intitolato a Maria Santissima della Catena, patrona dei doganieri, posta ad indicare e proteggere la via d'accesso dalla montagna al mare. Realizzata nel XVII secolo, custodisce al proprio interno una piccola statua della Vergine del medesimo periodo, attribuita alla scuola gaginesca.
Alla fine del Settecento risale l'unico palazzo di rilievo dell'abitato, appartenuto alla famiglia Cirino, mentre al secolo precedente si fa risalire la fondazione della Masseria Firrionello.
In Piazza Aldo Moro, è stata installata una scultura di Vincenzo Gennaro.
I mulini sono per lo più diruti o inglobati in altre costruzioni. Oggi, dopo lungo abbandono, si sta tentando il recupero per la creazione di un suggestivo "itinerario delle acque e dei mulini". Fra quelli ancora visibili e che conservano ancora in certa misura l'aspetto originario segnaliamo
- il mulino "dell'Asiniddaru", in cui sono ancora in discreto stato non solo gli ambienti, ma anche alcuni degli elementi che ne componevano il meccanismo:
- il mulino "Paraturi", l'unico che venne utilizzato per la realizzazione di tessuti, attivo ancora nell'Ottocento
- il mulino "Rasu", l'ultimo a cessare l'attività di macinatura del grano, negli anni 1960.

Le "case Cava" sono tipici esempi di edifici in pietra locali.
Tra le passeggiate più interessanti nel Parco delle Madonie: Portella Colla – Vallone Nipitalva – Masseria Firrionello (nelle zone A, B e D del Parco); Case Cava – Sorgenti Scillato (anche questa nelle zone A, B e D del Parco); Scillato – Monte Riparato (zona D).

## Tradizioni e folclore
- Festa di San Giuseppe, il 19 marzo, con processione e degustazione di prodotti tipici.
- Sagra delle arance, nel mese di aprile.
- Festa della patrona Maria Santissima della Catena, il 20 agosto.

## Prodotti tipici
Per la sua posizione, il territorio di Scillato è particolarmente indicato per la coltivazione di oliveti e frutteti.
Fra gli alberi da frutta di rilevanza sono l'albicocco di Scillato e l'arancia biondo di Scillato che rientrano nell'elenco dei prodotti agroalimentari tradizionali (PAT) stilato dal ministero delle politiche agricole e forestali (Mipaaf). Rientra nelle PAT siciliane anche la provola delle Madonie prodotta, fra gli altri comuni, anche a Scillato.
Fra i piatti della cucina locale, ricordiamo: il riso con i fagioli, le tagliatelle con lenticchie, la pasta con i finocchietti selvatici; la "ghiotta", una pietanza a base di verdure in agrodolce; il baccalà fritto; i carciofi e i cardi fritti con la pastella.
Per quanto riguarda i dolci, sono da assaggiare il riso con il latte, le "sfinci d'ova" e la pignolata, un composto di farina, uova, latte, miele, cannella e zucchero fritto e servito a pezzettini.

## Amministrazione
Di seguito è presentata una tabella relativa alle amministrazioni che si sono succedute in questo comune.
| Periodo         | Periodo        | Primo cittadino     | Partito              | Carica  | Note  |
| --------------- | -------------- | ------------------- | -------------------- | ------- | ----- |
| 13 gennaio 1987 | 25 marzo 1990  | Salvatore Sparacino | Democrazia Cristiana | Sindaco | [ 6 ] |
| 25 marzo 1990   | 13 agosto 1990 | Salvatore Guggino   | Democrazia Cristiana | Sindaco | [ 6 ] |
| 13 agosto 1990  | 23 giugno 1992 | Giuseppe Sal Pata   | Democrazia Cristiana | Sindaco | [ 6 ] |
| 23 giugno 1992  | 1º luglio 1996 | Carmelo Bellissimo  | Democrazia Cristiana | Sindaco | [ 6 ] |
| 1º luglio 1996  | 17 aprile 2000 | Carmelo Bellissimo  | lista civica         | Sindaco | [ 6 ] |
| 17 aprile 2000  | 17 maggio 2005 | Gaetano Nicchi      | lista civica         | Sindaco | [ 6 ] |
| 17 maggio 2005  | 1º giugno 2010 | Antonino Battaglia  | centro-sinistra      | Sindaco | [ 6 ] |
| 31 maggio 2010  | 31 maggio 2015 | Antonino Battaglia  | lista civica         | Sindaco | [ 6 ] |
| 1º giugno 2015  | 4 ottobre 2020 | Giuseppe Frisa      | lista civica         | Sindaco | [ 6 ] |
| 4 ottobre 2020  | in carica      | Giuliano Cortina    | tradizione e futuro  | Sindaco | [ 6 ] |

## Clima
| Scillato            | Mesi | Mesi | Mesi | Mesi | Mesi | Mesi | Mesi | Mesi | Mesi | Mesi | Mesi | Mesi | Stagioni | Stagioni | Stagioni | Stagioni | Anno |
| Scillato            | Gen  | Feb  | Mar  | Apr  | Mag  | Giu  | Lug  | Ago  | Set  | Ott  | Nov  | Dic  | Inv      | Pri      | Est      | Aut      | Anno |
| ------------------- | ---- | ---- | ---- | ---- | ---- | ---- | ---- | ---- | ---- | ---- | ---- | ---- | -------- | -------- | -------- | -------- | ---- |
| T. max. media (°C)  | 13,1 | 13,5 | 14,9 | 17,4 | 21,8 | 25,9 | 28,6 | 29,0 | 26,1 | 21,8 | 17,8 | 14,5 | 13,7     | 18,0     | 27,8     | 21,9     | 20,4 |
| T. min. media (°C)  | 7,5  | 7,5  | 8,4  | 10,3 | 14,0 | 17,9 | 20,6 | 21,2 | 19,0 | 15,3 | 11,9 | 9,1  | 8,0      | 10,9     | 19,9     | 15,4     | 13,6 |
| Precipitazioni (mm) | 68   | 56   | 46   | 40   | 21   | 7    | 5    | 13   | 36   | 78   | 70   | 73   | 197      | 107      | 25       | 184      | 513  |

## Società

### Evoluzione demografica
Abitanti censiti

## Infrastrutture e trasporti
Il comune è interessato dalle seguenti direttrici stradali:
- Svincolo Autostrada  Palermo-Catania
- Bis

## Galleria d'immagini

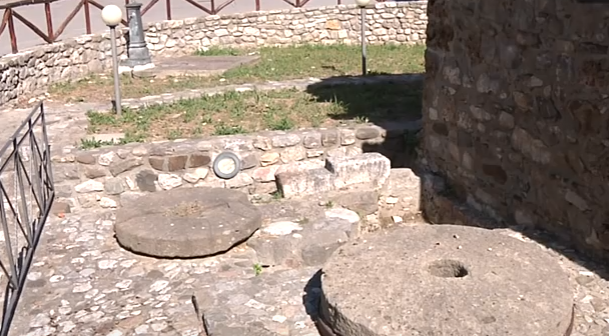
Macine
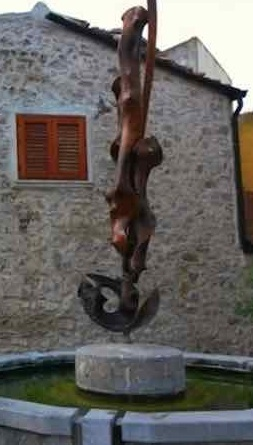
Scillato. Piazza Aldo Moro
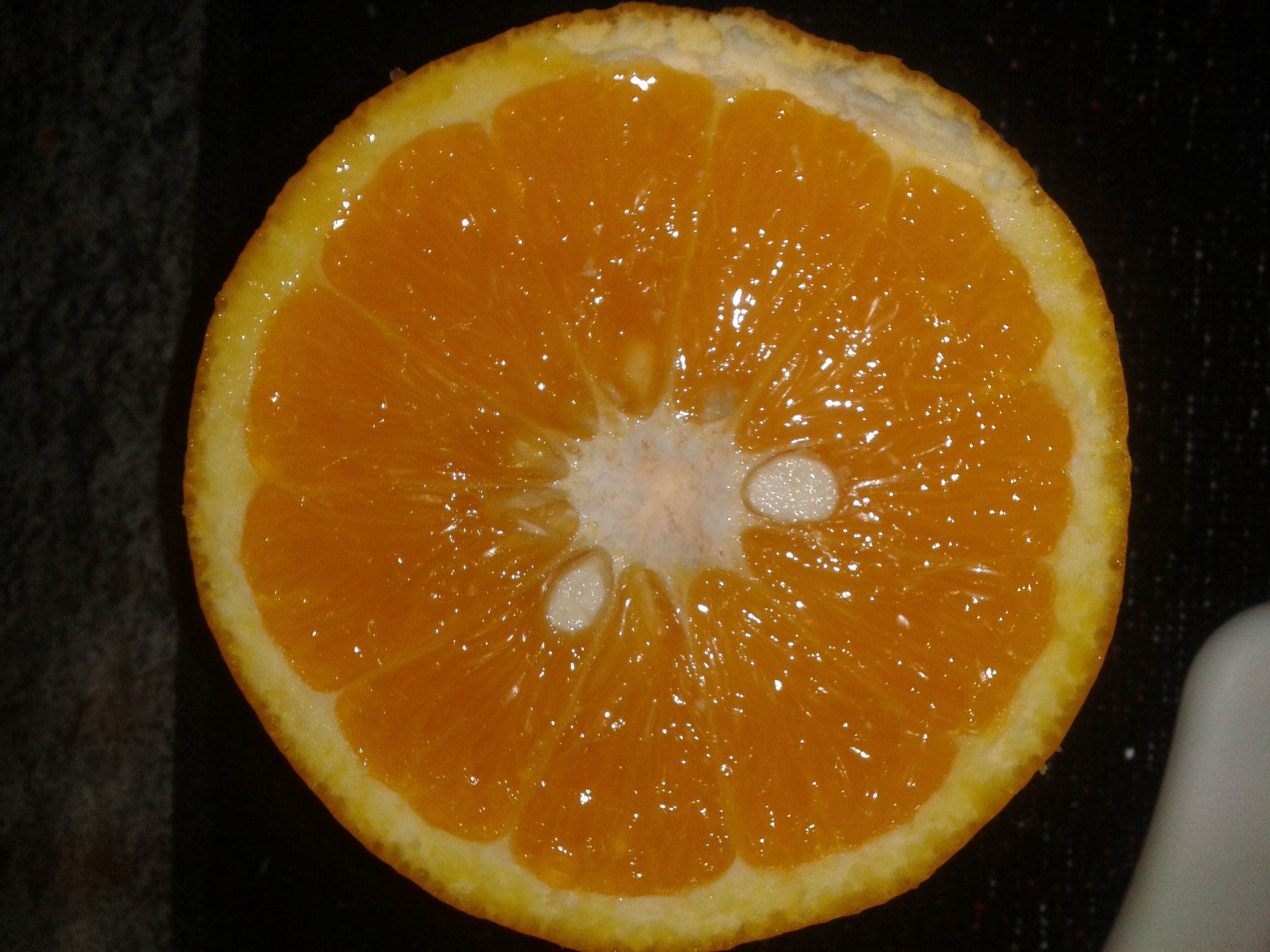
Arancia di Scillato